# Tenis ziemny na Igrzyskach Małych Państw Europy 2003
Tenis ziemny na Igrzyskach Małych Państw Europy 2003 – turniej tenisowy, który był rozgrywany w dniach 3–7 czerwca 2003 roku podczas igrzysk małych państw Europy na Malcie. Zawodnicy zmagali się na obiektach The Marsa Sports Club. Tenisiści rywalizowali w czterech konkurencjach: singlu i deblu mężczyzn oraz kobiet.

## Medaliści
| Konkurencja             | Złoty medal                     | Srebrny medal                           | Brązowy medal                                                       |
| gra pojedyncza mężczyzn | Gilles Müller                   | Mike Scheidweiler                       | Jirka Lokaj Guillaume Couillard                                     |
| gra pojedyncza kobiet   | Claudine Schaul                 | Mandy Minella                           | Lisa Caminzuli Nathalie Welker                                      |
| gra podwójna mężczyzn   | Gilles Müller Mike Scheidweiler | Benjamin Balleret Emmanuel Heussner     | Christian Rosti Domenico Vicini Joan Jiménez Guerra Jorge Vila-Vila |
| gra podwójna kobiet     | Mandy Minella Claudine Schaul   | Lisa Caminzuli Carol Cassar Torreggiani | Martina Agarici Francesca Guardigli                                 |

### Tabela medalowa
| Miejsce | Państwo       | Złoto | Srebro | Brąz | Razem |
| ------- | ------------- | ----- | ------ | ---- | ----- |
| 1       | Luksemburg    | 4     | 2      | 0    | 6     |
| 2       | Monako        | 0     | 1      | 2    | 3     |
| 3       | Malta         | 0     | 1      | 1    | 2     |
| 4       | San Marino    | 0     | 0      | 2    | 2     |
| 5       | Liechtenstein | 0     | 0      | 1    | 1     |
|         | Andora        | 0     | 0      | 1    | 1     |
|         | Razem         | 4     | 4      | 7    | 15    |